# Anidorus lateralis
Anidorus lateralis is een keversoort uit de familie schijnsnoerhalskevers (Aderidae). De wetenschappelijke naam van de soort werd in 1866 gepubliceerd door Vinzenz Maria Gredler.